# Willy Klüter
Willy Klüter (né le 29 juin 1955 à Garmisch-Partenkirchen) est un compositeur et producteur allemand.

## Biographie
Il sort son premier disque en 1973 comme chanteur et compositeur du groupe Ainigma. Après l'abitur, il fait des études de musicologie qu'il arrête et devient musicien professionnel dans son groupe GOLD, avec John Kincade ou dans la comédie musicale Hair. En 1983, il acquiert son propre studio et a en 1987 son premier succès comme producteur avec le single 13 Tage du groupe Schweizer. En 1989, il rencontre Bernd Meinunger et collabore depuis avec lui pour des artistes tels que Gaby Albrecht, Mireille Mathieu, Rex Gildo, Peter Rubin, Rosanna Rocci, Michael Morgan, Pupo, Isabel Varell, Vivian Lindt...
Willy Klüter compose et produit lui-même Ingrid Peters, Janis Nikos, Andreas Zaron, Kathrin & Peter, Axel Becker, Xandra Hag, Susan Ebrahimi, Andrea Rischka, Michael Heck...

## Source de la traduction
- (de) Cet article est partiellement ou en totalité issu de l’article de Wikipédia en allemand intitulé « Willy Klüter » (voir la liste des auteurs).